# Exposed (album de Mike Oldfield)
Pour les articles homonymes, voir Exposed.
 (février 2018).
Si vous disposez d'ouvrages ou d'articles de référence ou si vous connaissez des sites web de qualité traitant du thème abordé ici, merci de compléter l'article en donnant les références utiles à sa vérifiabilité et en les liant à la section « Notes et références ».
Albums de Mike Oldfield
Incantations
(1978) Platinum
(1979)
Singles
1. Guilty
Sortie : 24 juillet 1979

Exposed est un double album live du musicien multi-instrumentiste et auteur-compositeur britannique Mike Oldfield, sorti en juillet 1979. Une édition DVD remastérisée et augmentée paraît le 24 octobre 2005.
L'enregistrement est effectué en mars et avril 1979 lors de la tournée européenne.
C'est, à ce jour, le seul enregistrement en public officiellement publié en album de Mike Oldfield, avec les quelques extraits de concert inclus sur la compilation The Complete Mike Oldfield. En vidéo (DVD et VHS), les publications sont plus nombreuses.
L'album est classé à la 16e place du UK Albums Chart, classement des ventes d'albums établi par le Official Charts Company (OCC) au Royaume-Uni.
Exposed est certifié disque d'argent au Royaume-Uni dès août 1979 par la BPI.
On y retrouve entre autres musiciens accompagnateurs, des membres du groupe Pierre Moerlen's Gong, à savoir Pierre Moerlen lui-même à la batterie et aux percussions, son frère Benoit Moerlen aussi aux percussions ainsi que Niko Ramsden à la guitare. Le partenaire de toujours de Mike Oldfield, David Bedford est lui aussi aux percussions, alors que Maddy Prior est au chant. 

## Liste des titres
Toutes les chansons sont écrites et composées par Mike Oldfield, sauf annotation.
| Disque 1 - Incantations | Disque 1 - Incantations            | Disque 1 - Incantations | Disque 1 - Incantations | Disque 1 - Incantations | Disque 1 - Incantations | Disque 1 - Incantations | Disque 1 - Incantations | Disque 1 - Incantations | Disque 1 - Incantations |
| No                      | Titre                              | Durée                   |                         |                         |                         |                         |                         |                         |                         |
| ----------------------- | ---------------------------------- | ----------------------- | ----------------------- | ----------------------- | ----------------------- | ----------------------- | ----------------------- | ----------------------- | ----------------------- |
| A.                      | Incantations, Parts One and Two    | 26:27                   |                         |                         |                         |                         |                         |                         |                         |
| B.                      | Incantations, Parts Three and Four | 20:53                   |                         |                         |                         |                         |                         |                         |                         |
| 47:20                   |                                    |                         |                         |                         |                         |                         |                         |                         |                         |

| Disque 2 - Tubular Bells | Disque 2 - Tubular Bells                                                     | Disque 2 - Tubular Bells | Disque 2 - Tubular Bells | Disque 2 - Tubular Bells | Disque 2 - Tubular Bells | Disque 2 - Tubular Bells | Disque 2 - Tubular Bells | Disque 2 - Tubular Bells | Disque 2 - Tubular Bells |
| No                       | Titre                                                                        | Durée                    |                          |                          |                          |                          |                          |                          |                          |
| ------------------------ | ---------------------------------------------------------------------------- | ------------------------ | ------------------------ | ------------------------ | ------------------------ | ------------------------ | ------------------------ | ------------------------ | ------------------------ |
| C.                       | Tubular Bells, Part One                                                      | 28:36                    |                          |                          |                          |                          |                          |                          |                          |
| D1.                      | Tubular Bells, Part Two (Mike Oldfield, sauf sur The Sailor's Hornpipe (en)) | 11:09                    |                          |                          |                          |                          |                          |                          |                          |
| D2.                      | Guilty                                                                       | 6:22                     |                          |                          |                          |                          |                          |                          |                          |
| 46:07                    |                                                                              |                          |                          |                          |                          |                          |                          |                          |                          |

## Crédits
| - Mike Oldfield : guitare - Nico Ramsden : guitare - Phil Beer : guitare, chant - Pekka Pohjola : basse - Joe Kirby, Nick Worters : contrebasse - Danny Daggers, Donald McVay, Liz Butler, Melinda Daggers, Pauline Mack, Ross Cohen : altos - Ben Cruft, Elizabeth Edwards, Jane Price, Jonathan Kahan, Nicola Hurton, Richard Studt : violons - David Bucknall, Jessica Ford, Nigel Warren-Green, Vanessa Park : violoncelle - Peter Lemer, Tim Cross : claviers - Pierre Moerlen : batterie, percussions - Mike Frye, David Bedford, Benoit Moerlen : percussions - Johnny "Ringo" McDonagh : bodhrán - Christopher Nicholls, Sebastian Bell : flûtes - Colin Moore, Ralph Izen, Ray Gay, Simo Salminen : trompettes - Maddy Prior : chant - Catherine Loewe, Cecily Hazell, Clara Harris, Debra Bronstein, Diana Coulson, Emma Freud, Emma Smith, Marigo Acheson, Mary Creed, Mary Elliott, Wendy Lampitt : chœurs | - Production : Phil Newell, Mike Oldfield - Direction artistique, arrangements des cordes : David Bedford - Ingénierie : Alan Perkins, Greg Shriver, Kurt Munkacsi - Ingénierie (assistants) : Ken Capper, Chris Blake |